# Небувальщина
«Небувальщина» (рос. «Небывальщина») — російська радянська музична кінокомедія, перший повнометражний фільм режисера Сергія Овчарова, створений за мотивами російського народного фольклора в 1983 році.

## Зміст
Побудований на гумористичному фольклорі, фільм розповідає про сільського чоловіка Незнаме. Дружина відправляє його з села набратися розуму. Під час своєї подорожі він знайомиться з різними персонажами, стикається з війною, знаходить друзів, із якими і повертається у рідні місця.

## Ролі
- Олександр Кузнецов — Незнам
- Олексій Булдаков — солдат
- Ніна Усатова — дружина Незнама, селянка
- Сергій Бехтерєв — Бобир
- Анатолій Сливников — пристав
- Ігор Іванов — красунчик з ярмарку, спокусник дружини незвісно
- В'ячеслав Полунін — іноземний цар
- Віталій Баганов — заарештованого
- Костянтин Гершов — селянин
- Гелена Івлієва — ряджена
- Микола Дік — мужик
- Сергій Жукович
- Тетяна Захарова
- Тетяна Кожевнікова
- Микита Макарьєв
- Галина Ніголь
- Валерій Провоторов
- Микола Терентьєв
- Любов Тищенко —  эпизод
- Микола Пастухов — текст від автора

## Знімальна група
- Автор сценарію: Сергій Овчаров
- Режисер: Сергій Овчаров
- Оператор: Валерій Федосов
- Композитор: Ігор Мацієвський
- Художник-постановник: Віктор Амельченко
- Звукорежисери: Елеонора Казанська, Борис Андрієв.

## Художні особливості
- У фільмі активно використано російські народні мотиви - частівки, приказки, наспіви, обряди.
- Звучить народна музика у виконанні Ленінградського камерного фольклорного ансамблю (соліст Ю. Бойко).
- Участь у створенні фільму брали фольклорні колективи Курганської області.
- Один з епізодів фільму - спорудження Бобирем літального апарата на основі надутої повітрям коров'ячої шкури - перетинається з сюжетом першого (короткометражного) фільму Овчарова «Нескладуха».

## Нагороди
- 1985 — Приз за найкращий повнометражний фільм на кінофестивалі «Дебют» в Свердловську
- 1985 — Приз на міжнародному кінофестивалі в Ешпінью (Португалія)